# Арбусти (Беневенто)
Арбусти је насеље у Италији у округу Беневенто, региону Кампанија.
Према процени из 2011. у насељу је живело 118 становника. Насеље се налази на надморској висини од 214 м.